# Teleaulax amphioxeia
Teleaulax amphioxeia ist eine Art (Spezies) von Cryptophyceen aus der Familie Geminigeraceae.
Sie gehört zur Geminigera-Plagioselmis-Teleaulax-Komplex genannten Klade innerhalb der Familie Geminigeraceae.
Die Erstbeschreibung der Spezies stammt von W. Conrad aus dem Jahr 1939 als Rhodomonas amphioxeia, d. h. als Mitglied der Gattung Rhodomonas. 1992 wurde die Spezies von D. R. A. Hill aufgrund gewisser morphologischer Übereinstimmungen reklassifiziert als Mitglied der Gattung Teleaulax (mit der Typusart Teleaulax acuta), so dass die alte Bezeichnung zum „Basionym“ wurde.
Auf AlgaeBase wird die Spezies Plagioselmis prolonga nicht mehr als Mitglied der Gattung Plagioselmis (innerhalb der oben genannten Klade) geführt, sondern als Synonym für sie hier beschrieben Spezies T. amphioxeia.
Nach neueren Studien ist die Gattung Teleaulax offenbar nicht monophyletisch, insbesondere befindet sich T. amphioxeia innerhalb der genannten Klade möglicherweise auf einem anderen Zweig als T. acuta. Eine erneute Reklassifizierung der Spezies nach genaueren Untersuchungen scheint daher möglich.
Im Jahr 2015 wurde das Plastidengenom von T. amphioxeia durch Kim et al. sequenziert.

## Vorkommen
T. amphioxeia ist eine marine Spezies und weltweit in marinen Lebensräumen verbreitet (kosmopolitisch). Entdeckt wurde diese Spezies in Belgien im Kanal zwischen Brügge und Zeebrügge (Bruges-Zeebrugge canal, auch englisch Brugge-Zeebrugge canal).

## Etymologie
Das Art-Epitheton amphioxeia kommt vom altgriechisch Ausdruck für „auf beiden Seiten spitz“, vgl. Lanzettfischchen (veralteter Gattungsname Amphioxus).

## Phylogenie
Die Phylogenie des Geminigera/Plagioselmis/Teleaulax-Komplexes ist nach Aitor Laza-Martínez et al. (November 2012) vereinfacht wie folgt:
|                                                                         | \| \| Teleaulax amphioxeia \| \| \| \| \| \| Plagioselmis prolonga (AlgaeBase: Synonym zu T. amphioxeia[12]) \| \| \| \| |
|                                                                         | |
|                                                                         | Teleaulax minuta |
|                                                                         | |
|                                                                         | Teleaulax acuta |
|                                                                         | |
|                                                                         | Geminigera cryophila |
|                                                                         | |
|                                                                         | Teleaulax gracilis |
| Vorlage:Klade/Wartung/3 Vorlage:Klade/Wartung/4 Vorlage:Klade/Wartung/5 | |
|                                                                         | Teleaulax amphioxeia |
|                                                                         | |
|                                                                         | Plagioselmis prolonga (AlgaeBase: Synonym zu T. amphioxeia)                                                              |
|                                                                         | |

|  | Teleaulax amphioxeia                                        |
|  |                                                             |
|  | Plagioselmis prolonga (AlgaeBase: Synonym zu T. amphioxeia) |
|  |                                                             |

|                                                                         | \| \| Teleaulax amphioxeia \| \| \| \| \| \| Plagioselmis prolonga (AlgaeBase: Synonym zu T. amphioxeia[12]) \| \| \| \| |
|                                                                         | |
|                                                                         | Teleaulax minuta |
|                                                                         | |
|                                                                         | Teleaulax acuta |
|                                                                         | |
|                                                                         | Geminigera cryophila |
|                                                                         | |
|                                                                         | Teleaulax gracilis |
| Vorlage:Klade/Wartung/3 Vorlage:Klade/Wartung/4 Vorlage:Klade/Wartung/5 | |
|                                                                         | Teleaulax amphioxeia |
|                                                                         | |
|                                                                         | Plagioselmis prolonga (AlgaeBase: Synonym zu T. amphioxeia)                                                              |
|                                                                         | |

|  | Teleaulax amphioxeia                                        |
|  |                                                             |
|  | Plagioselmis prolonga (AlgaeBase: Synonym zu T. amphioxeia) |
|  |                                                             |

|                                                                         | \| \| Teleaulax amphioxeia \| \| \| \| \| \| Plagioselmis prolonga (AlgaeBase: Synonym zu T. amphioxeia[12]) \| \| \| \| |
|                                                                         | |
|                                                                         | Teleaulax minuta |
|                                                                         | |
|                                                                         | Teleaulax acuta |
|                                                                         | |
|                                                                         | Geminigera cryophila |
|                                                                         | |
|                                                                         | Teleaulax gracilis |
| Vorlage:Klade/Wartung/3 Vorlage:Klade/Wartung/4 Vorlage:Klade/Wartung/5 | |
|                                                                         | Teleaulax amphioxeia |
|                                                                         | |
|                                                                         | Plagioselmis prolonga (AlgaeBase: Synonym zu T. amphioxeia)                                                              |
|                                                                         | |

|  | Teleaulax amphioxeia                                        |
|  |                                                             |
|  | Plagioselmis prolonga (AlgaeBase: Synonym zu T. amphioxeia) |
|  |                                                             |

|                                                                         | \| \| Teleaulax amphioxeia \| \| \| \| \| \| Plagioselmis prolonga (AlgaeBase: Synonym zu T. amphioxeia[12]) \| \| \| \| |
|                                                                         | |
|                                                                         | Teleaulax minuta |
|                                                                         | |
|                                                                         | Teleaulax acuta |
|                                                                         | |
|                                                                         | Geminigera cryophila |
|                                                                         | |
|                                                                         | Teleaulax gracilis |
| Vorlage:Klade/Wartung/3 Vorlage:Klade/Wartung/4 Vorlage:Klade/Wartung/5 | |
|                                                                         | Teleaulax amphioxeia |
|                                                                         | |
|                                                                         | Plagioselmis prolonga (AlgaeBase: Synonym zu T. amphioxeia)                                                              |
|                                                                         | |

|  | Teleaulax amphioxeia                                        |
|  |                                                             |
|  | Plagioselmis prolonga (AlgaeBase: Synonym zu T. amphioxeia) |
|  |                                                             |

In der angegebenen Quelle aufgeführte weitere mögliche Spezies mit vorläufigen Bezeichnungen sind in dieser Darstellung weggelassen; diese können vermutlich ganz oder teilweise mit den bekannten Spezies synonymisiert werden.

## Räuber
In der Dinoflagellaten-Gattung Amylax kommt es zur Kleptoplastidie: Diese Räuber stehlen ihrer Beute (Teleaulax amphioxeia und Geminigera cryophila) die Chloroplasten, ohne sie zu verdauen. Stattdessen lassen sie die fremden Chloroplasten Photosynthese betreiben, bis diese zugrunde gehen.
Dinoflagellaten-Arten der Gattung Dinophysis wie Dinophysis acuta auch D. acuminata besitzen zahlreiche rötlich-gelbe (phycobilinhaltige) Chloroplasten, die von ihrer Beute, Wimpertierchen der Gattung Mesodinium (M. rubrum, synonym Myrionecta rubra) stammen, die sie ihrerseits von Cryptophyceen erworben, etwa von T. amphioxeia.
Auch Dinoflagellaten der Spezies Shimiella gracilenta (früher Gymnodinium gracilentum) können, wenn ihnen sonst keine Nahrung angeboten wird, ca. einen Monat mit Hilfe von Kleptoplastiden überleben, die von Teleaulax amphioxeia stammen.